# Sainte-Marie-sur-Ouche
 Sainte-Marie-sur-Ouche  es una población y comuna francesa, en la región de Borgoña, departamento de Côte-d'Or, en el distrito de Dijon y cantón de Sombernon.

## Demografía
| 485 | 408 | 388 | 560 | 593 | 589 |
| Para los censos de 1962 a 1999 la población legal corresponde a la población sin duplicidades (Fuente: INSEE [Consultar]) |     |     |     |     |     |